# 주한 온두라스 대사관
주한 온두라스 대사관(스페인어: Embajada de Honduras en Corea del Sur)은 대한민국 서울특별시 종로구 서린동 149 청계한국빌딩 9층에 위치하고 있는 온두라스 대사관이다. 현직 주한 온두라스 대사는 로돌포 파스토르 파스케예이다.

## 역사
온두라스는 1962년 4월 1일에 대한민국과 수교했다. 온두라스 정부는 대한민국과 수교한 이후에 한동안 주일본 온두라스 대사관에서 대한민국과 관련된 외교 임무를 겸임해 오다가 1990년 7월에 대한민국 서울에 주한 온두라스 대사관을 설립했다. 대한민국 정부는 2007년 7월에 온두라스 테구시갈파에 주온두라스 대한민국 대사관을 설립했다.

## 주요 업무
주요 업무는 대한민국 정부와의 외교 교섭과 국제 협력, 경제, 통상 교섭, 양국 문화, 학술, 체육 교류 및 협력, 외교 정책 홍보, 대한민국 거주 온두라스 국민의 보호와 지도, 문서의 공증, 국적, 호적, 여권 및 사증 업무 등이다.

## 같이 보기
- 대한민국-온두라스 관계
- 주온두라스 대한민국 대사관
- 온두라스의 재외공관 목록
- 대한민국 주재 외국공관 목록